# Костер, Йохан (шашист)
Йохан Костер (нидерл. Koster Johan) — шашист из Кюрасао. Чемпион Америки по международным шашкам 1999 года, в 1996 году завоевал 3 место на Чемпионате Америки в составе сборной Кюрасао (Raoul Alias — Йохан Костер — Rudsel Wolf).
Участник чемпионата мира 2001 года (16 место), где одержал победы над международными гроссмейстерами Игорем Кирзнером и Александром Гетманским.
Проживает в городе Виллемстад.